# Florin di Remüs
Florin di Remüs, detto anche Florinus o Florin di Winschgau (Malles, VII secolo – VII secolo), fu un religioso originario della val Venosta, ed è venerato come santo.

## Biografia
Della sua vita si sa molto poco. Dovrebbe essere nato nel VII secolo a Malles in val Venosta e aver operato come parroco a Remüs, nella Bassa Engadina. Fin dal IX secolo è citata la chiesa a lui intitolata a Remüs. Le fonti lo citano come "confessore", infatti non subì il martirio. Solo verso la fine del primo millennio il suo culto conobbe un'ampia diffusione e le sue reliquie giunsero in numerose località.

## Leggende
La voce popolare narra che Florino avesse una volta donato del vino, destinato al pasto di suo zio Alessandro, ad una donna che glielo aveva chiesto per dare un po' di forze al marito gravemente ammalato. Rimasto senza vino per lo zio, egli attinse ad una fontana. La guardia del castello raccontò allo zio subito il fatto e questi si mise a tavola incollerito, ma dovette sentirsi vergognato, quando Florino gli portò vino e non acqua. Lo zio riconobbe così l'opera di Dio nel nipote.
Il santo è probabilmente poco conosciuto nella sua patria, l'Alto Adige. Secondo una statistica dell'anno 2001 nella provincia di Bolzano solo una persona su 4000 porta il nome di Florin.

## Culto
A san Florino è dedicata la cattedrale di Vaduz edificata tra il 1868 e il 1873 nel centro cittadino di Vaduz, capitale del principato del Liechtenstein, e sede dell'arcidiocesi di Vaduz.
Gli è inoltre dedicata una delle principali chiese di Coblenza, la chiesa di San Florino, oggi edificio di culto evangelico.
La sua memoria liturgica cade il 17 novembre.